# Balla Ernő (műfordító)
Balla Ernő (Nagyszalonta, 1927. március 26. –) magyar műfordító, irodalomkutató.

## Életútja
A bukaresti magyar elemi iskola után a középiskolát Nagyenyeden és Nagyszalontán végezte, a Bolyai Tudományegyetemen 1950-ben román-magyar szakos tanári oklevelet szerzett. 1964-ig a Babeș-Bolyai Egyetem román nyelvtudományi tanszékén dolgozott tanársegédi beosztásban, 1965 óta bibliográfus a kolozsvári Egyetemi Könyvtárban. Hazai és magyarországi folyóiratokban főleg román szépirodalmi munkák magyar fordításairól írt cikkeket. Bevezető tanulmányt írt Camil Petrescu Bălcescu című színművének magyar kiadásához (1950), szerkesztette és előszóval ellátta a Cezar Bolliac válogatott munkái című kötetet (1953), magyarra fordította Nicolae Filimon Régi és új urak című művét (1954, átdolgozott 2. kiadás 1964), Asztalos Sándorral és Borbáth Károllyal együtt Vasile Cucu-Marian Ștefan műemlék- és útikalauzát (Románia, 1974).